# Suchowo (Poméranie-Occidentale)
Pour les articles homonymes, voir Suchowo.
Suchowo est une localité polonaise de la gmina mixte de Kalisz Pomorski, située dans le powiat de Drawsko en voïvodie de Poméranie-Occidentale. Elle se trouve à environ 29 km au sud de la ville de Drawsko Pomorskie et 89 km à l'est de Szczecin, la capitale régionale. 

## Géographie

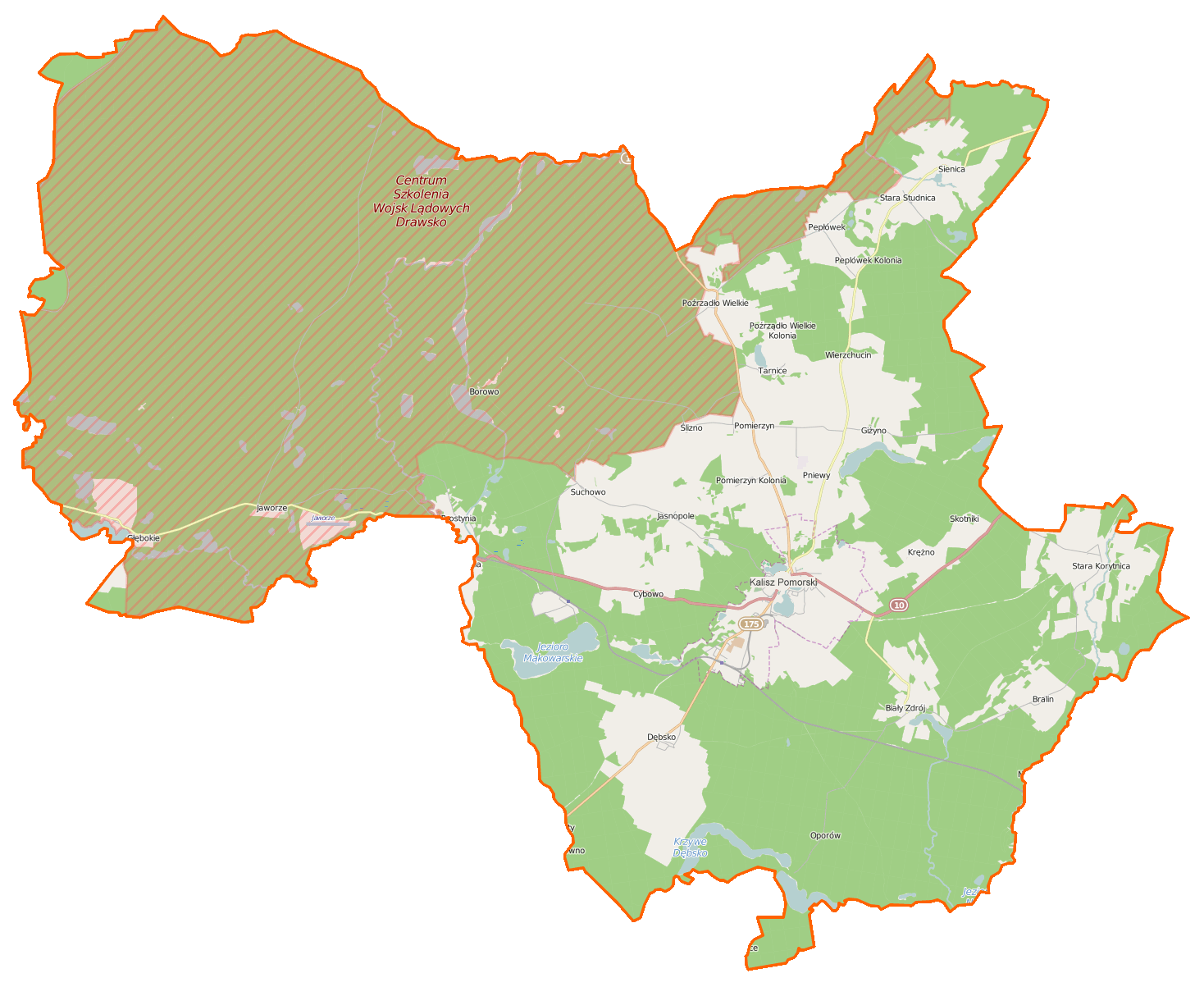
Carte de la gmina de Kalisz Pomorski.

## Histoire
De 1816 à 1945, Zuchow fait partie de l'arrondissement de Dramburg dans le district de Köslin au sein de la province de Poméranie.